# Ставангерський університет
Ставангерський університет (норв. Universitetet i Stavanger) — державний університет в місті Ставангер, в якому навчається близько 8 500 студентів та працює 1 200 співробітників. Ректор університету — Aslaug Mikkelsen (2007—2011).

## Історія
1 серпня 1994 року шість державних та одна приватни вища школа Ставангера об'єдналися у єдину Вищу школи Ставангера. У 2004 році школа подала документи на статус університету. Цей статус школі було надано 1 січня 2005 року.

## Структура
Ставангерський університет складається з трьох факультетів:
- Факультут гуманітарних наук
- Факультет соціальних наук
- Факультет технічно-природничих наук